# Gianpaolo Silvestri
Gianpaolo Silvestri (Villanuova sul Clisi, 16 febbraio 1954 – 1º novembre 2024) è stato un politico e giornalista italiano.

## Biografia
Tra i fondatori dell'Arcigay, aderì politicamente ai Verdi. Alle elezioni politiche del 2001 fu candidato per la Camera con il Girasole in Lombardia, senza essere eletto.
Silvestri venne eletto al Senato alle elezioni politiche del 2006 nella lista Insieme con l'Unione.
Candidato al Senato alle elezioni del 2008 per "La Sinistra l'Arcobaleno" in Sicilia, non fu riconfermato.
Nel 2007 Silvestri in aula appoggiò l'abolizione della pena di morte in ambito militare, affermando: Il rifiuto di adempiere a ordini di morte è un dovere oltre che un diritto, esprimo piena solidarietà a tutti i disertori. Nel commentare questa frase nel programma Pensieri & Bamba su Odeon TV, il giornalista Vittorio Feltri dichiarò:
A causa di tale battuta, ritenuta offensiva dall'interessato, nel dicembre 2011 Feltri venne condannato dal Tribunale di Milano a risarcire Silvestri con cinquantamila euro.